# Episteme negrita
Episteme negrita är en fjärilsart som beskrevs av George Francis Hampson 1894. Episteme negrita ingår i släktet Episteme och familjen nattflyn. Inga underarter finns listade i Catalogue of Life.